# Connewitzer Verlagsbuchhandlung
Die Connewitzer Verlagsbuchhandlung Peter Hinke ist eine Buchhandlung und ein Verlag in Leipzig.

## Geschichte

### Unternehmensgründung
Die Connewitzer Verlagsbuchhandlung wurde im Frühjahr 1990 von Peter Hinke als Buchhandlung und Verlag gegründet. Da noch kein Ladengeschäft vorhanden war, wurden die ersten Umsätze im Straßenverkauf getätigt, vor allem mit Literatur, die vor der Wende nicht im DDR-Buchhandel verfügbar war, und mit dem Titel Jetzt oder nie des Leipziger Forum Verlags, einer Dokumentation der Montagsdemonstrationen und der Oppositionsbewegung in Leipzig. 

### Buchhandlungen
Im Juli 1990 – kurz nach der Währungsunion – wurden die ersten Geschäftsräume in der Fritz-Austel-Straße 37 (heute Bornaische Straße) in Leipzig-Connewitz bezogen. Das Profil war von Anfang an durch anspruchsvolle Literatur in den Bereichen Belletristik, Zeitgeschichte, Geisteswissenschaften und Kunst geprägt.
Zur Leipziger Buchmesse im Frühjahr 1992 wurde die erste kleine Filiale in der Leipziger Innenstadt eröffnet, im Herbst zog diese Filiale in ein größeres Geschäft in der Messehofpassage. Nachdem zum Jahresende 1994 das Geschäft in Connewitz aus wirtschaftlichen Gründen geschlossen werden musste, wurden im Oktober 1995 die heutigen Geschäftsräume in Specks Hof bezogen. 2006 wurde unter dem Namen Wörtersee eine kleine Filiale im Leipziger Peterssteinweg eröffnet.

### Verlagsentwicklung
Erster verlegerischer Schritt war die Veröffentlichung des Connewitzer Kreuzers, eines monatlichen Kulturmagazins als Beilage der Leipziger DAZ – Die Andere Zeitung, zwischen Januar und April 1991. Aus dem Kreis der Mitarbeiter an dieser Zeitschrift heraus entstand 1991 der Kreuzer, ein Leipziger Stadtmagazin.
Zur Leipziger Buchmesse im Frühjahr 1992 erschien das erste Buchprogramm mit zwei Photographie- und zwei Lyrikbänden. Seitdem wurde das Verlagsprogramm stetig ausgebaut, es umfasst heute über 100 Titel aus den Bereichen Belletristik (mit einem Schwerpunkt auf Lyrik), Zeitgeschichte, Bildende Kunst, Fotografie und Regionalia, darunter Werke von Thomas Böhme, Moritz Götze, Kerstin Hensel, Thomas Kunst, Gerda Leo, Georg Maurer, Gerda Raidt, Andreas Reimann, Hans Reimann, Ulrike Almut Sandig und Karin Wieckhorst.
1995 bis 1997 legte der Verlag fünf Titel der vor dem Zweiten Weltkrieg populären Reihe „Was nicht im ‚Baedeker‘ steht“ als Reprintausgaben vor. Die Reihe, deren  Einbandentwürfe zumeist Walter Trier gefertigt hatte, war von 1927 bis 1938 im Piper Verlag erschienen und enthielt auch einen Band von Hans Reimann zu seiner Heimatstadt Leipzig. Vom selben Autor wurde 1995 ein weiterer Reprint zu dem Titel Sächsisch von 1931 aus der Piper-Reihe „Was nicht im Wörterbuch steht“ veranstaltet.

## Ehrungen
- 2015 Kurt-Wolff-Förderpreis
- 2015 Deutscher Buchhandlungspreis in der Kategorie hervorragende Buchhandlung[1]
- 2016 Deutscher Buchhandlungspreis in der Kategorie besonders herausragende Buchhandlung[2]
- 2018 Deutscher Buchhandlungspreis in der Kategorie hervorragende Buchhandlung[3]
- 2019 Sächsischer Verlagspreis[4]
- 2021 Deutscher Buchhandlungspreis 2021[5]
- 2021 Deutscher Verlagspreis[6]
- 2023 Deutscher Buchhandlungspreis in der Kategorie beste Buchhandlung[7]

### Wichtige Titel in der Verlagsgeschichte
- Arno Fischer: Photographien, 1997, ISBN 978-3-928833-93-6. Ausgezeichnet mit dem Kodak-Fotobuchpreis 1998
- Lene Voigt: Werke. Herausgegeben von Monica Schütte, Wolfgang U. Schütte und Gabriele Trillhaase im Auftrag der Lene-Voigt-Gesellschaft e. V. Connewitzer Verlags-Buchhandlung Hinke, Leipzig 2004–2011, ISBN 978-3-928833-16-5
- Mit einem Reh kommt Ilka ins Merkur, herausgegeben von Frauke Hampel und Peter Hinke, mit Illustrationen von Thomas M. Müller, 2005, ISBN 978-3-937799-07-0 – Ausgezeichnet mit dem 1. Preis der Stiftung Buchkunst im Wettbewerb Die schönsten deutschen Bücher 2005
- Kerstin Preiwuß: Nachricht von neuen Sternen, Gedichte, 2006, ISBN 978-3-937799-21-6 – Prämierung der Reihe Edition Wörtersee im Wettbewerb Die schönsten deutschen Bücher 2006